# Sōtō (pagode)

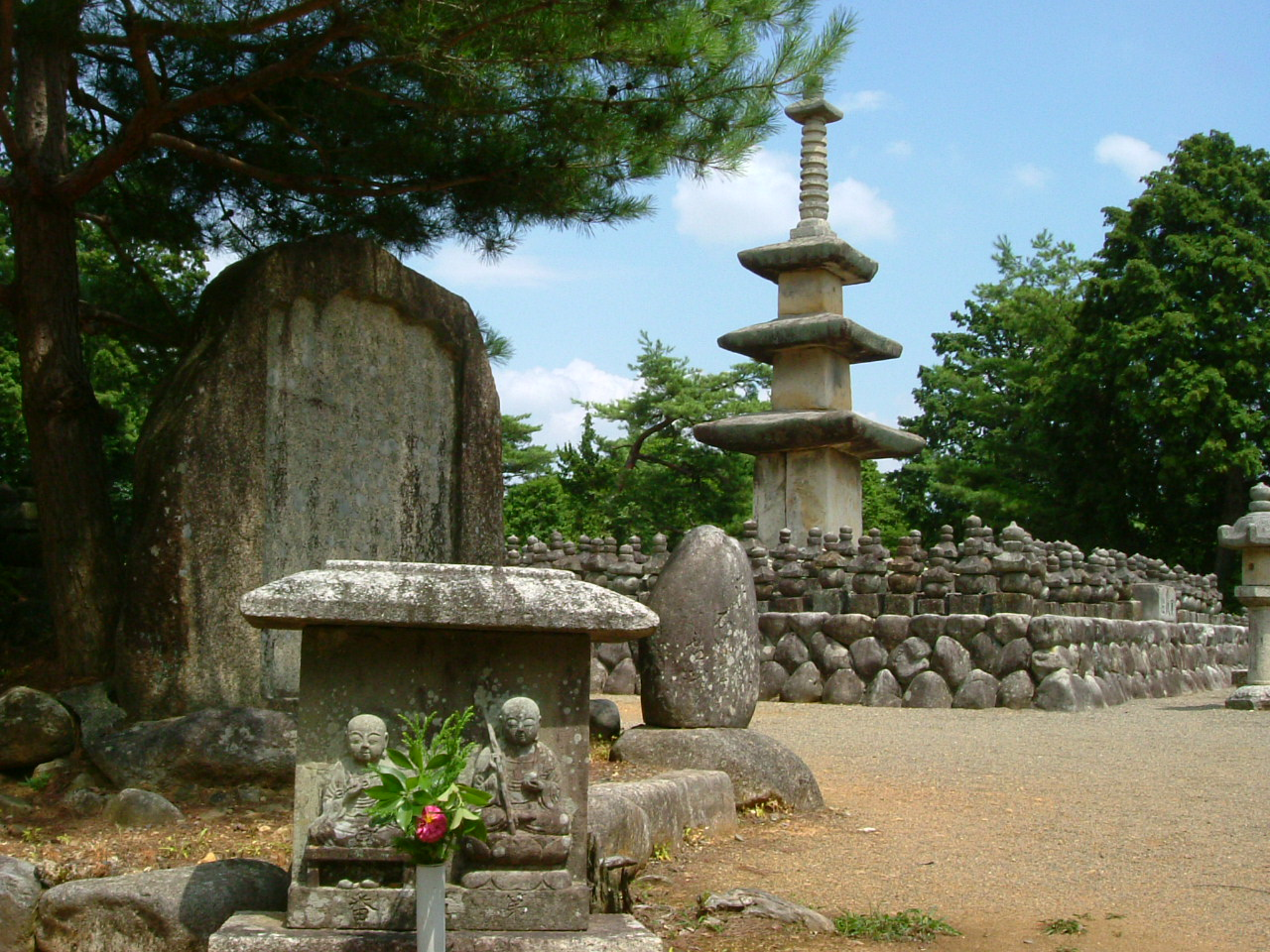
Sanjū sekitō (石造三重塔), een stenen pagode.

Sōtō (層塔) is een algemene naam voor houten  of stenen Japanse pagode (tō, 塔) met meerdere, maar altijd een oneven aantal secties of 'lagen': de etages of daken. Soms bevinden zich bij houten pagodes onder de daken nog een extra manchet-dak of luifel.

## Bouw en verscheidenheid
| Typen Japanse pagodes |
| --- |
| - Sōtō (層塔) - pagode met een oneven aantal etages - Sanjū-no-tō> (三重塔) - pagode met 3 etages - Gojū-no-tō (五重塔) - pagode met 5 etages - Nanajū-no-tō (七重塔) - pagode met 7 etages - Jūsanjū-no-tō (十三重の塔) - pagode met 13 etages - Jūsanjū sekitō (十三重石塔) - stenen pagode met 13 etages - Tahōtō (多宝塔) - schatpagode met 2 etages |

Een sōtō is samengesteld uit een oneven aantal overdekte etages, opgestapeld op een fundering (kiso), en bedekt met een eindknop (sōrin). Sōtō hebben meestal een lage rechthoekige stenen basis (kiso) met daarboven een groter, vierkant, stenen lichaam (tōshin) vaak met een afbeelding van de Boeddha of een Sanskriet-karakter. Boven de basis (kiso) en het lichaam reiken de meervoudige vierkante etages of daken, waarop de eindknop (sōrin) staat. De grote, houten pagodes (mokutō, 木塔) hebben meestal drie (sanjū-no-tō, 三重塔) of vijf etages (gojū-no-tō, 五重塔). Stenen pagodes (sekitō, 石塔) kunnen ook zeven, negen of 13 etages omvatten.
Kleine sōtō werden vaak gebruikt in tuinen uit de vroege Edoperiode (1603 – 1868) om de schilderachtige kwaliteiten van de tuin te vergroten, omdat hun schaal suggereert dat de tuin in feite een kleinschalig landschap is. De als tuinornamenten gebruikt sōtō zijn meestal gemaakt van steen. Onder de sōtō die in tuinen worden gebruikt, hebben vele een open, gewelfde basis (kiso) en traditioneel heeft het een vierkante of gewelfde openingen, vensters om volledig Chinese pagoden te suggereren. De als tuinornament gebruikte sōtō zijn meestal gemaakt van steen. Deze tuin-sōtō worden vaak kōraitō genoemd (高麗塔, letterlijk: Koreaanse pagodes). Door een opening (venster, ensō) in de zijkanten van een kleine sōtō te maken, kan het tot een soort stenen lantaarn (ishidōrō, 石灯籠), genaamd tōdōrō (塔灯籠) worden gemaakt.

## Typen pagodes

### Sanjū-no-tō
Sanjū-no-tō (三重塔) is een meestal een van hout gebouwde Japanse pagode met drie etages. De bovenste verdiepingen zijn (meestal) niet begaanbaar. De pagode met drie verdiepingen van steen (Sanjū sekitō, 石造三重塔) is zeldzaam. De pagode met drie verdiepingen is een soort Japanse pagode die de relikwieën bevat van Shaka (Gautama Boeddha), de grondlegger van het boeddhisme. Naast houten pagodes zijn er pagodes van steen, tegels en ijzer, en sinds de moderne tijd zijn er ook pagodes van gewapend beton. Pagode met vijf verdiepingen (gojū-no-tō) is van vergelijkbare soort .

Sanjū-no-tō
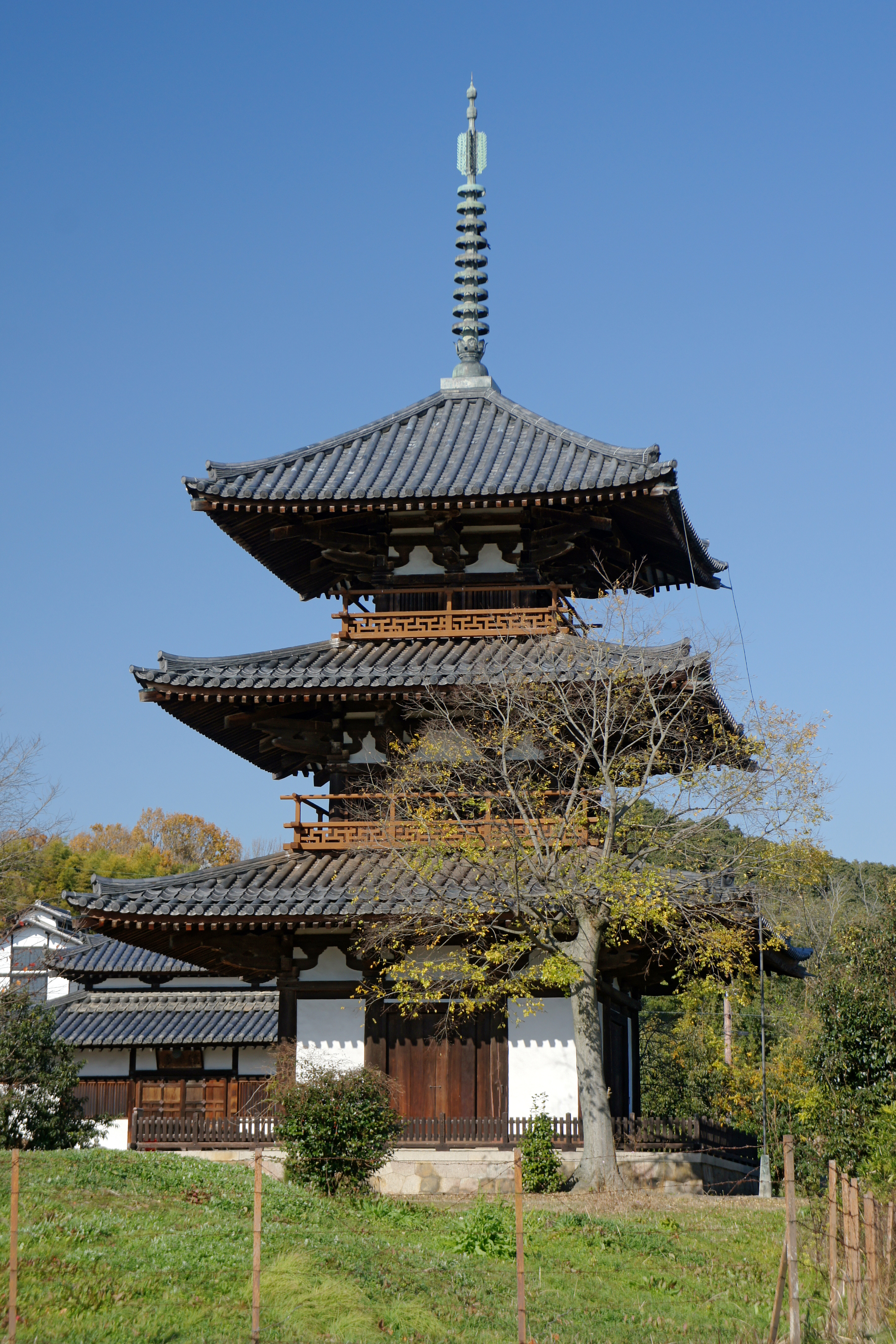
Pagode van Faqi tempel (Asukaperiode)
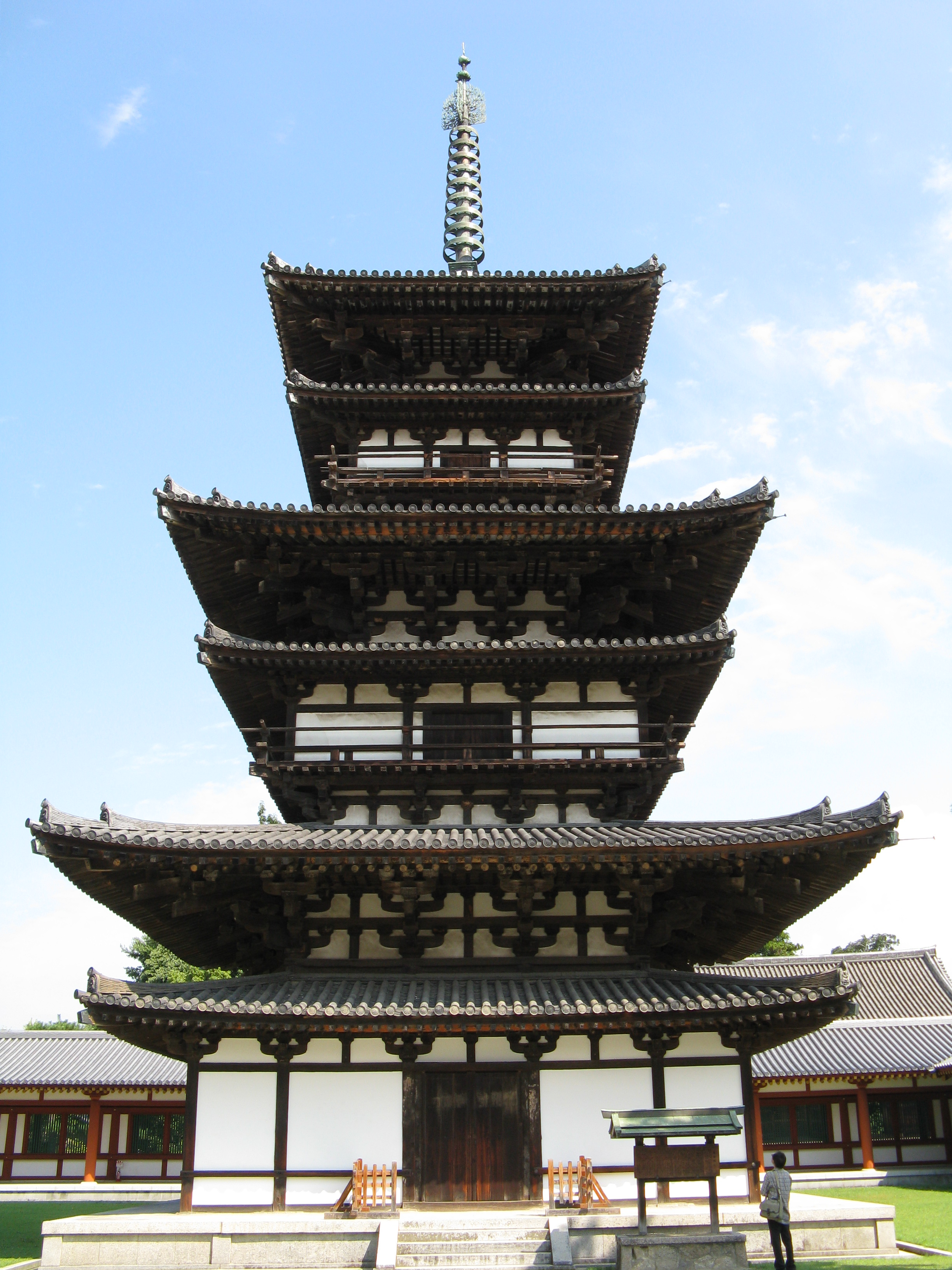
Pagode van Yakushiji East Tower (Naraperiode)
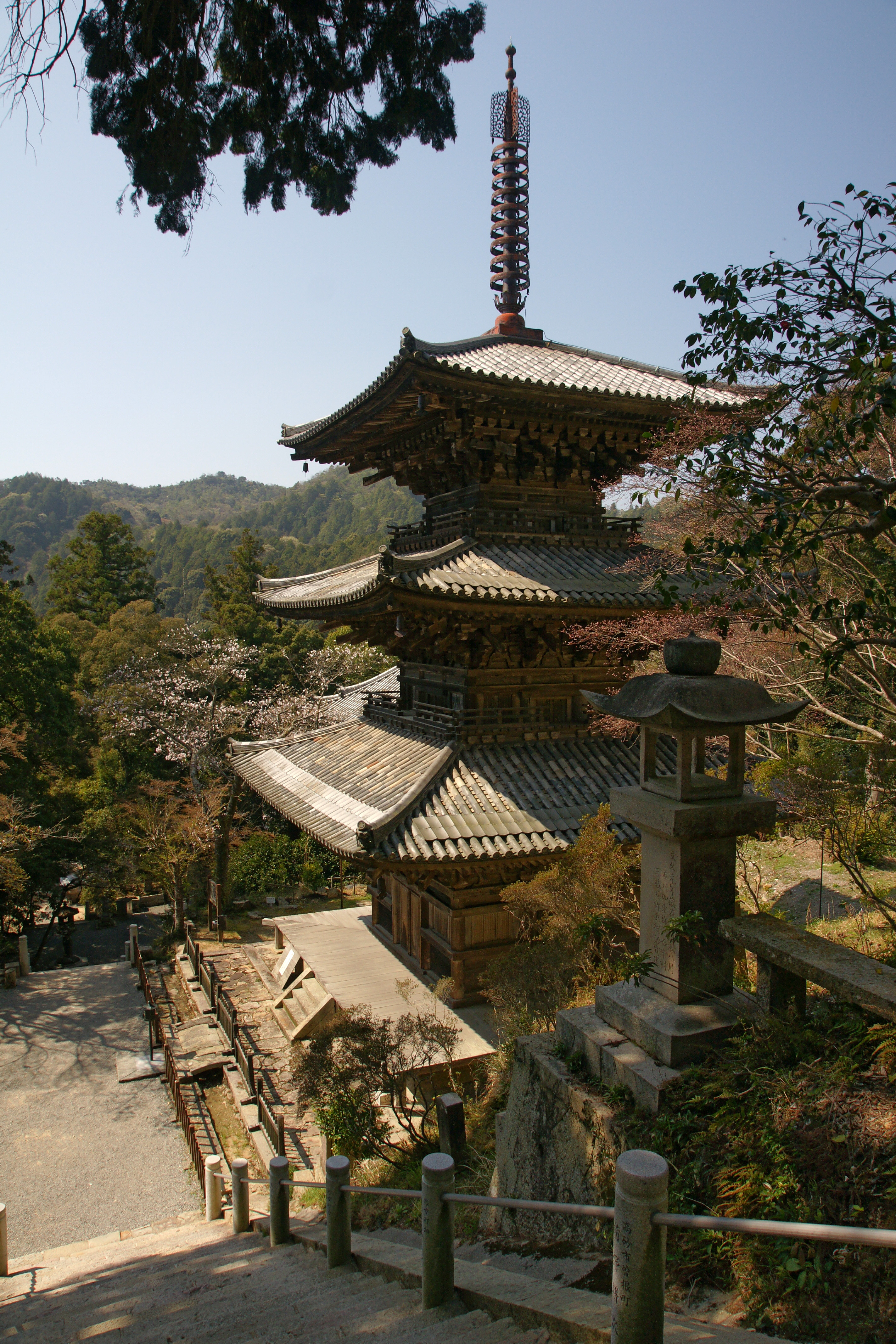
Pagode van Yicheng tempel (Heianperiode)
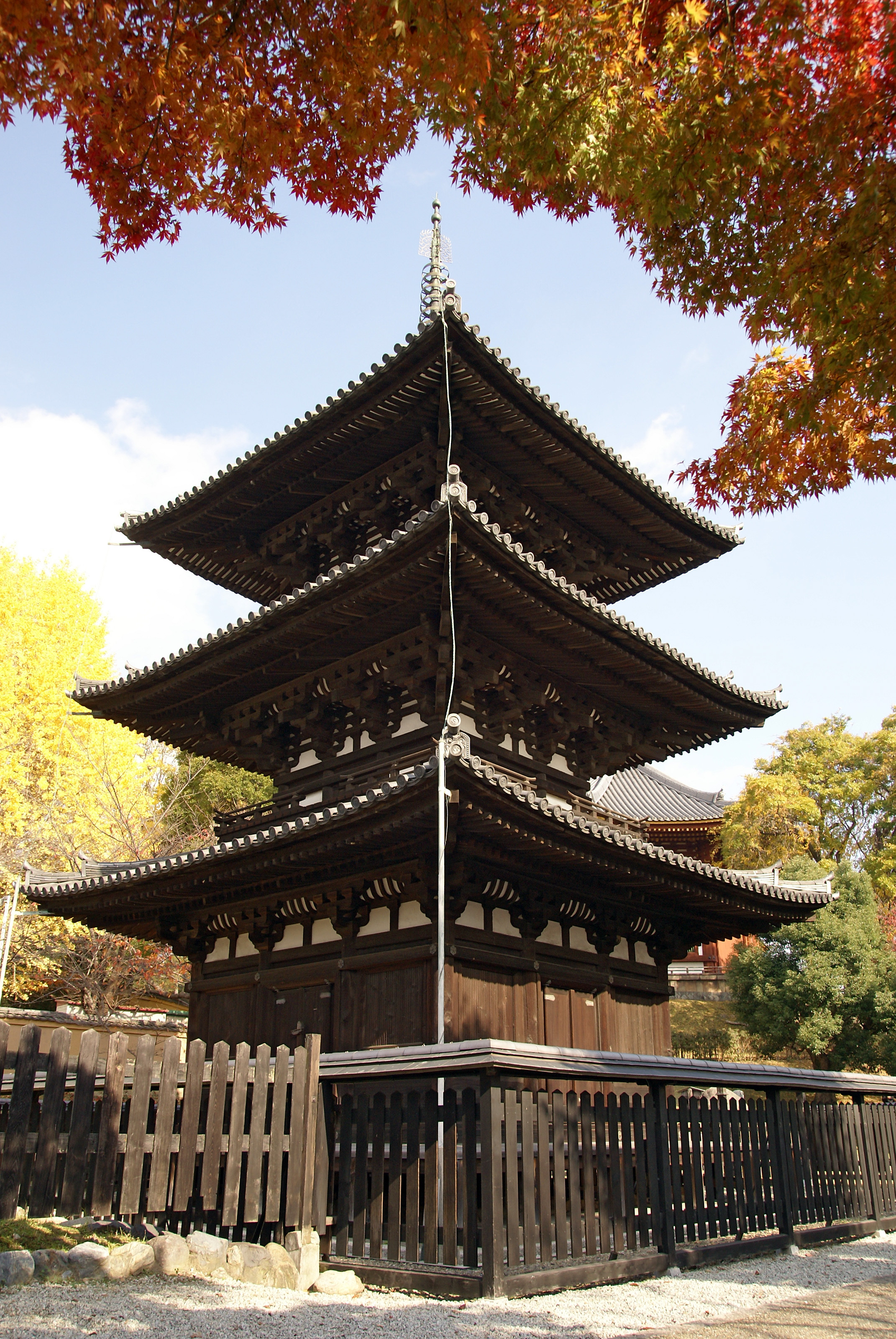
Kofukuji-pagode (Kamakuraperiode)
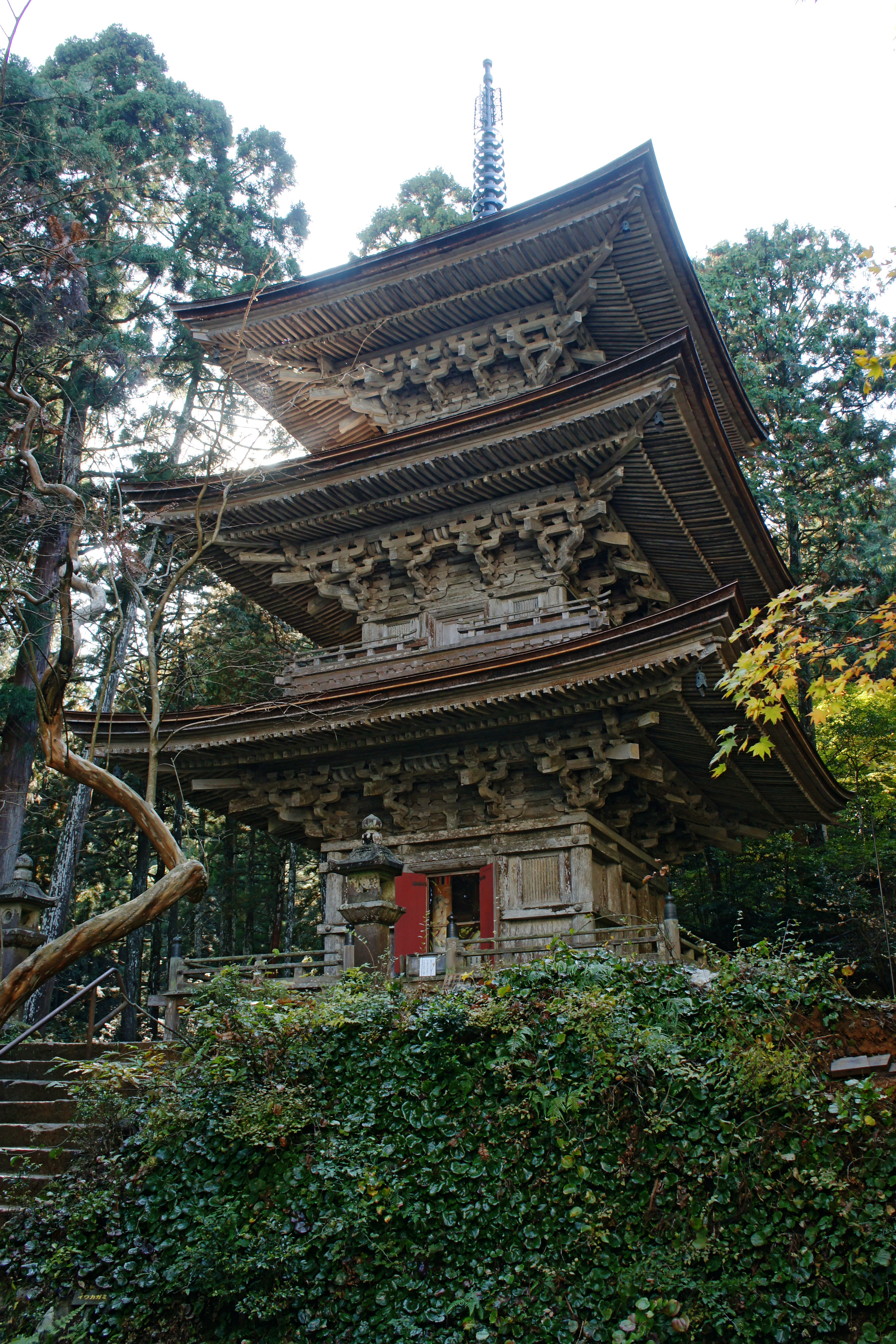
Pagode van Myōtsū-ji Buddhistische tempel in Obama
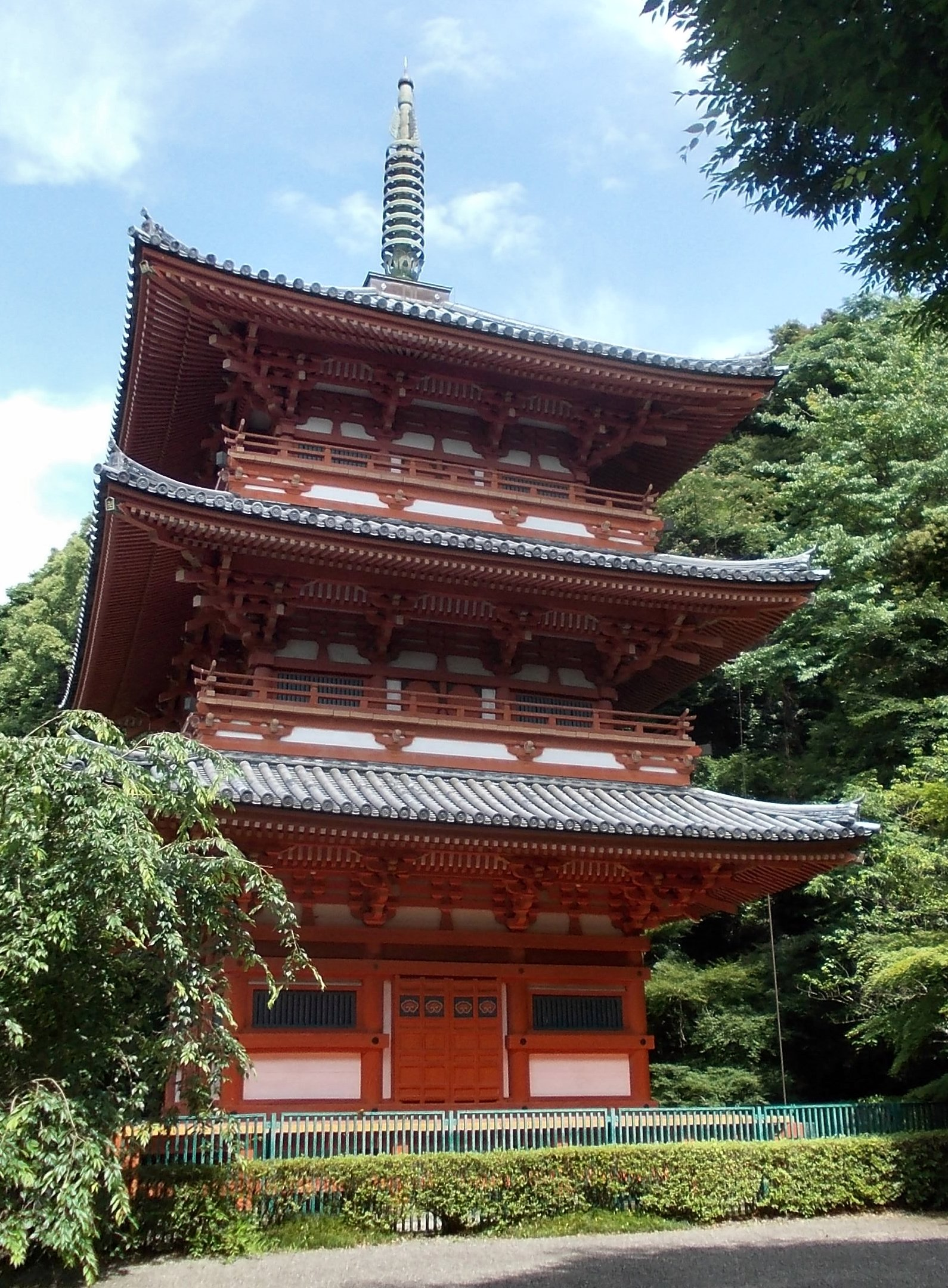

### Gojū-no-tō
Gojū-no-tō (五重塔) is een grote houten Japanse pagode met vijf verdiepingen, meestal met een grondplan van 3×3 traveeën in het vierkant met centrale travee die gebruikt wordt als ingang. De hoeknissen hebben meestal een gepleisterde muur met verticale verticale raamstijlen (renjimado, 連子窓). Pagoden van dit type werden in de oude periode op een stenen podium (kidan) gebouwd en op een houten vloer ondersteund door palen die in latere periodes op basisstenen werden geplaatst. Na de Heianperiode werden er echter relatief weinig vijf etages tellende pagoden gebouwd. De etages boven de eerste bevatten alleen structurele onderdelen.

Go-jū-no-tō
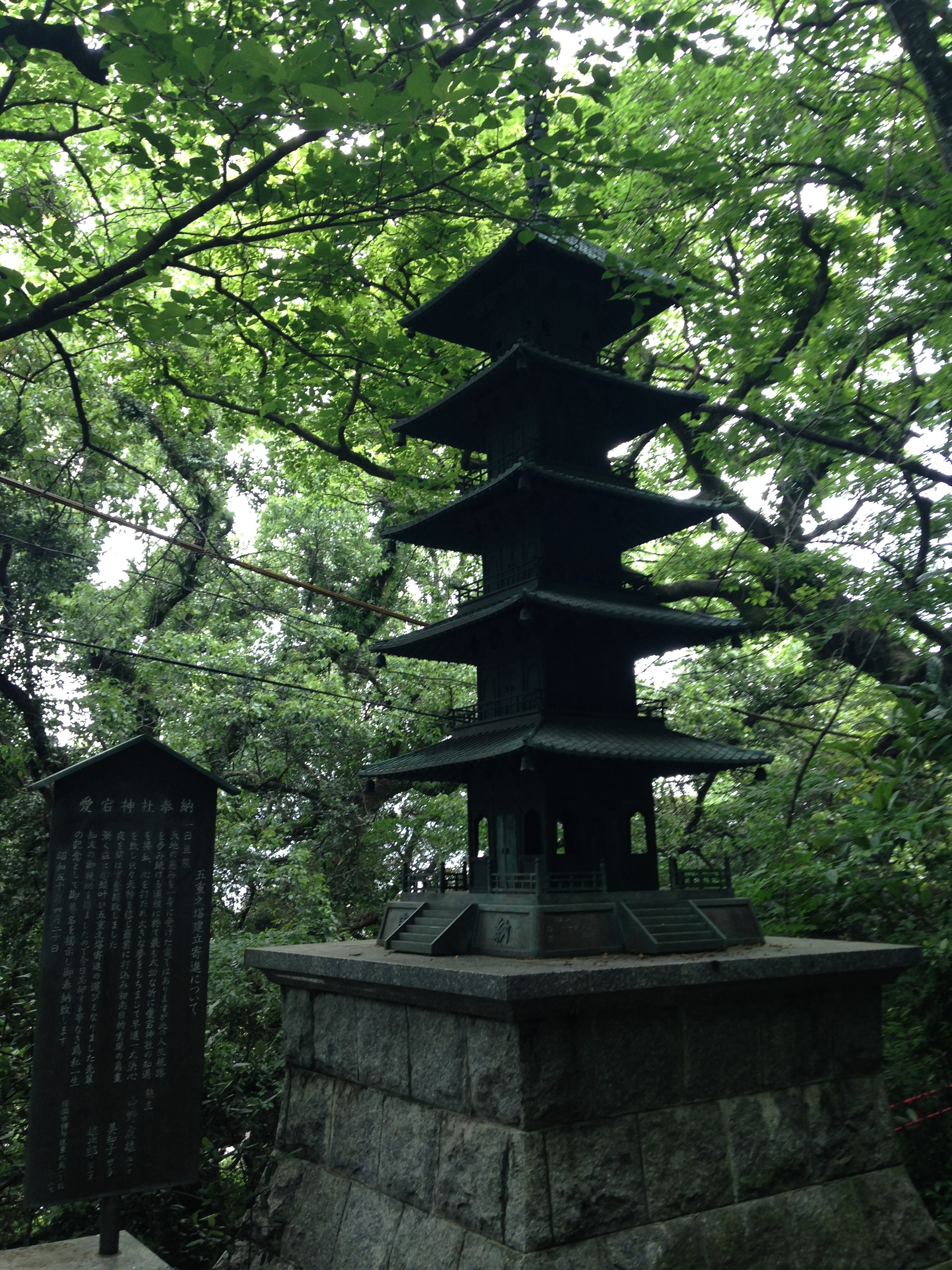
Gojū-no-tō in Washio-Atago Shrine
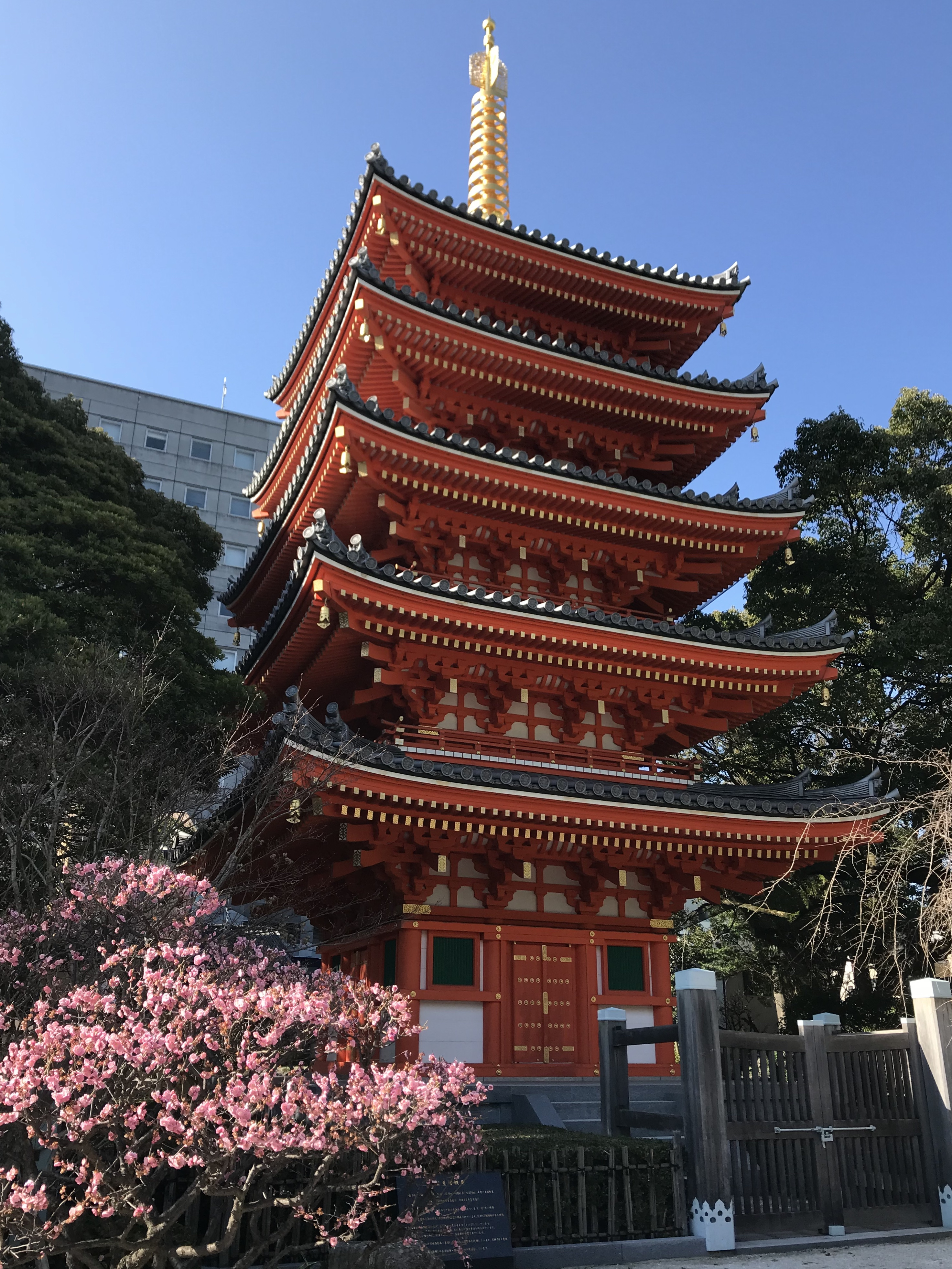
Gojū-no-tō van Tochoji tempel
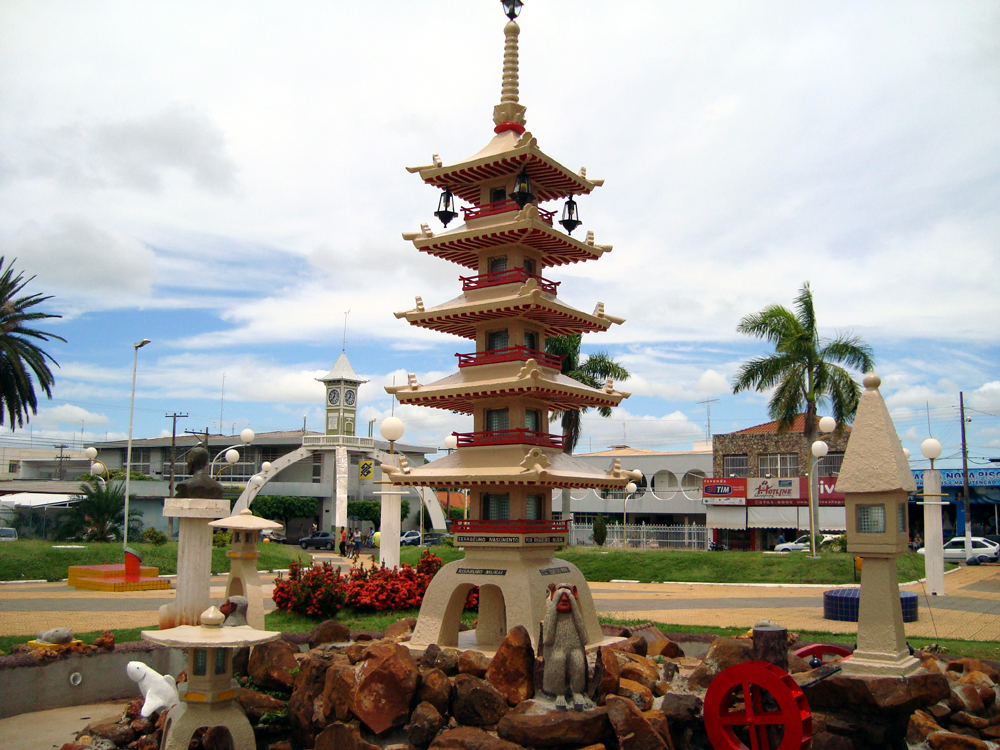
Gojū-no-tō, Estância Turística de Pereira Barreto
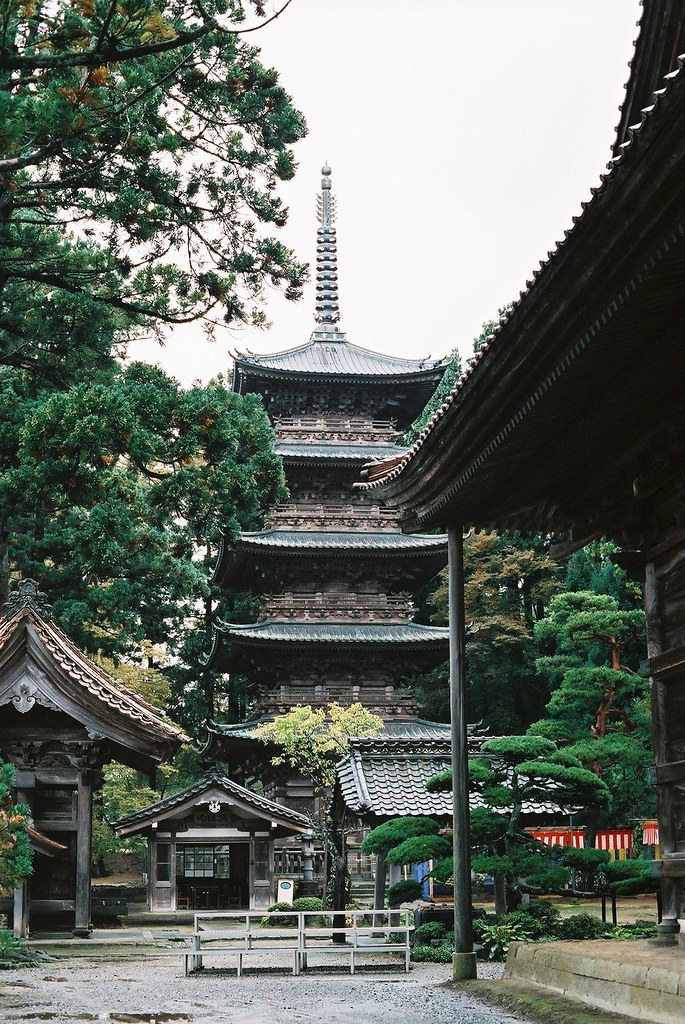
Zenpoji in Tsuruoka, prefectuur Yamagata
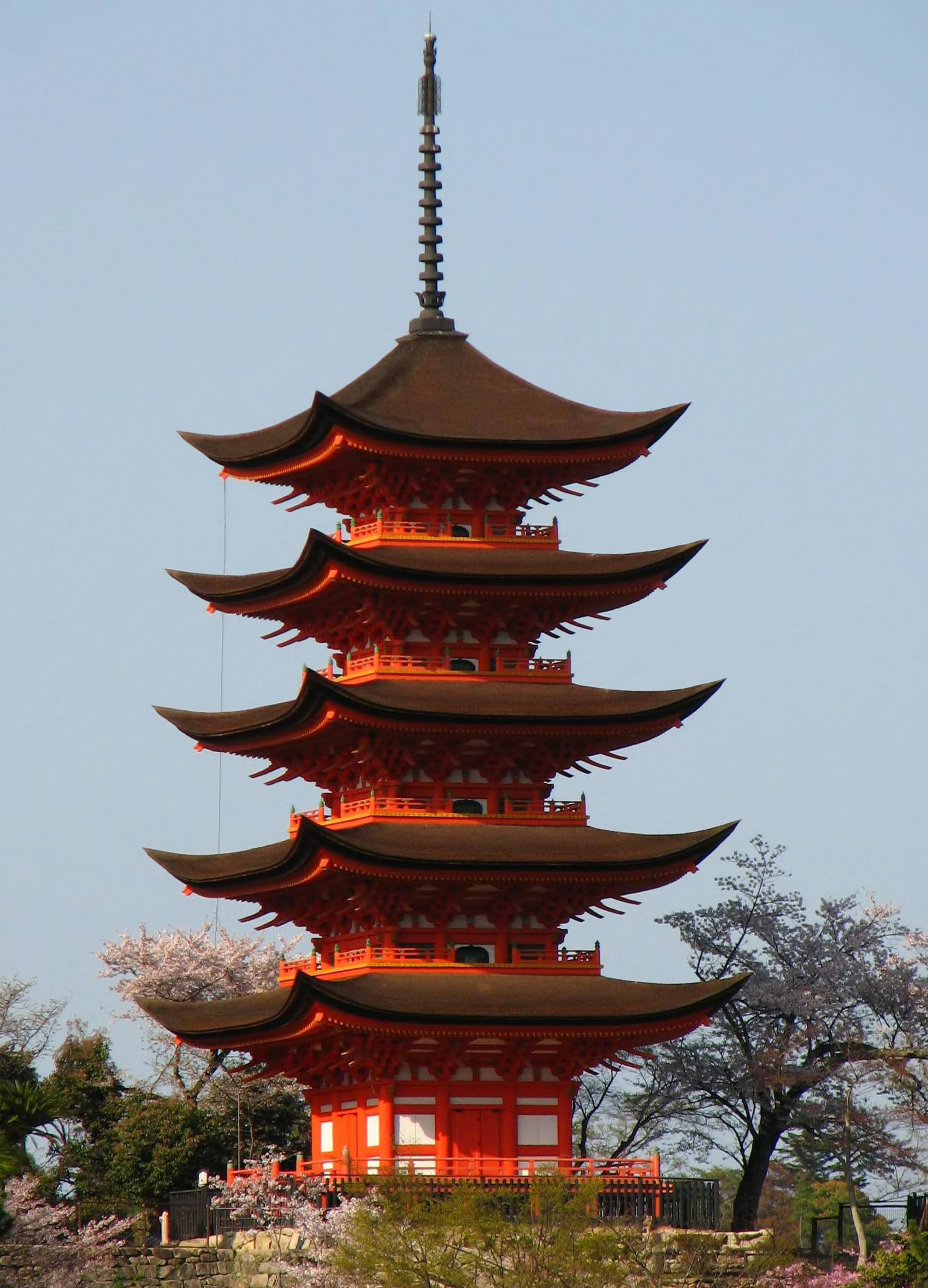
Gojū-no-tō, Miyajima Island, prefectuur Hiroshima, Japan
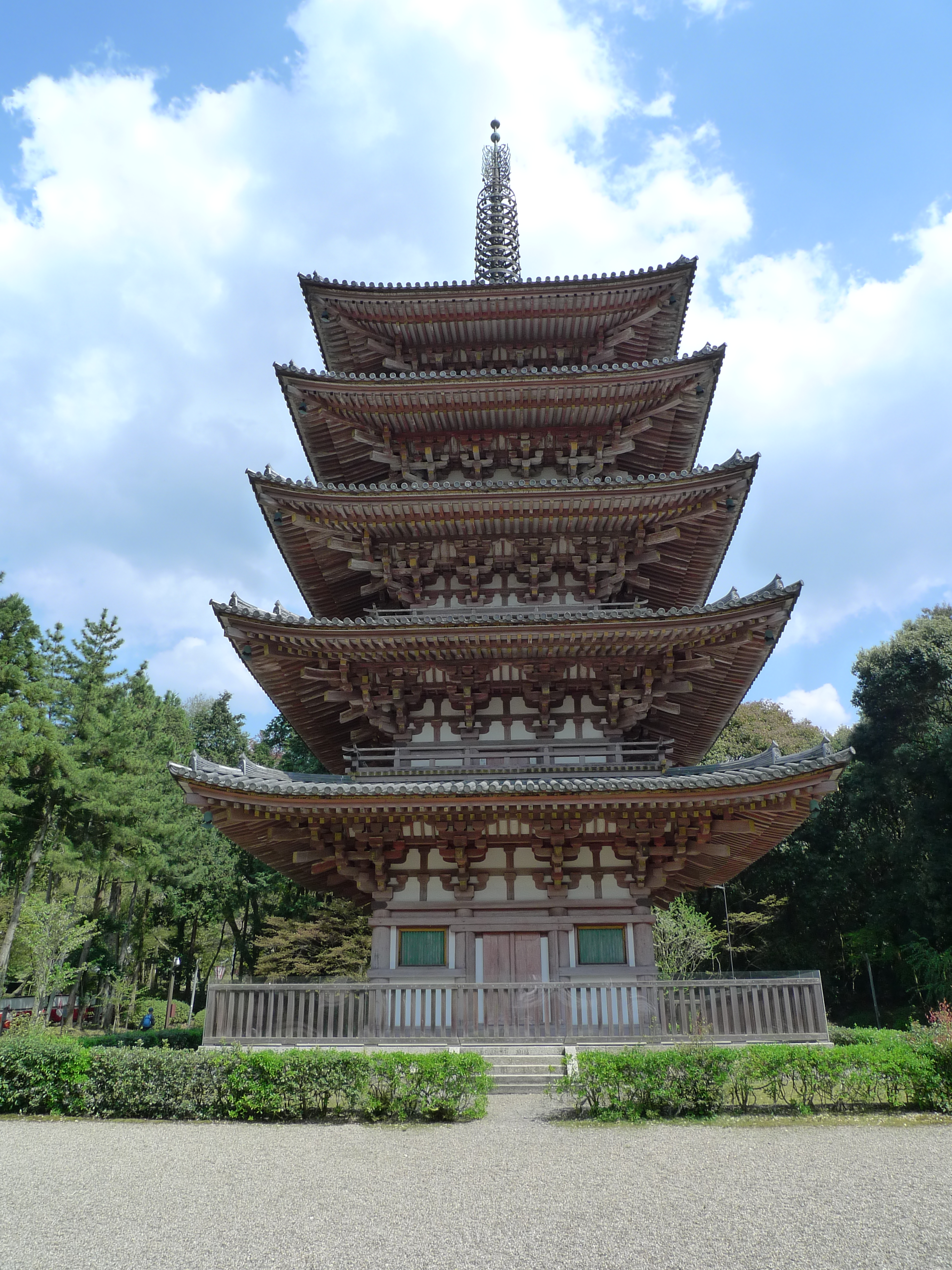
Gojū-no-tō, vijf-etages pagode, Daigo-ji (werelderfgoed), Fushimi-ku, prefectuur Kioto, Japan

### Verderesōtō
Naast de sanjū-no-tō en de gojū-no-tō met respectievelijk drie en vijf verdiepingen zijn er nog pagodes met meer verdiepingen: nanajū-no-tō (七重塔), een pagode met 7 etages, pagodes met 9 of 11 etages, jūsanjū-no-tō (十三重の塔), een pagode met 13 etages en de uit steen gehouwen jūsanjū sekitō (十三重石塔), een stenen pagode met 13 etages.

Jūsanjū-no-tō en jūsanjū sekitō
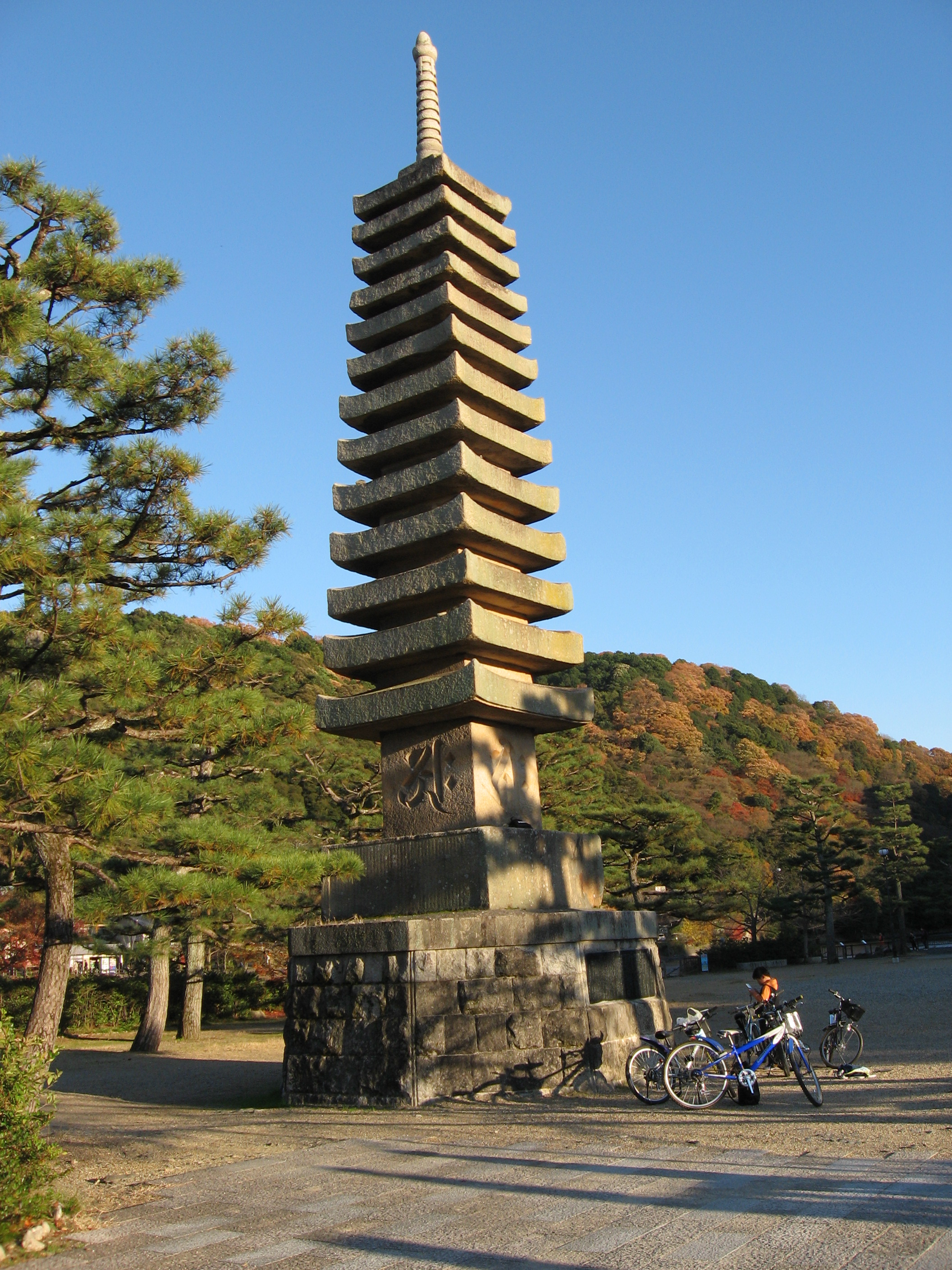
Pagode van Ukishima
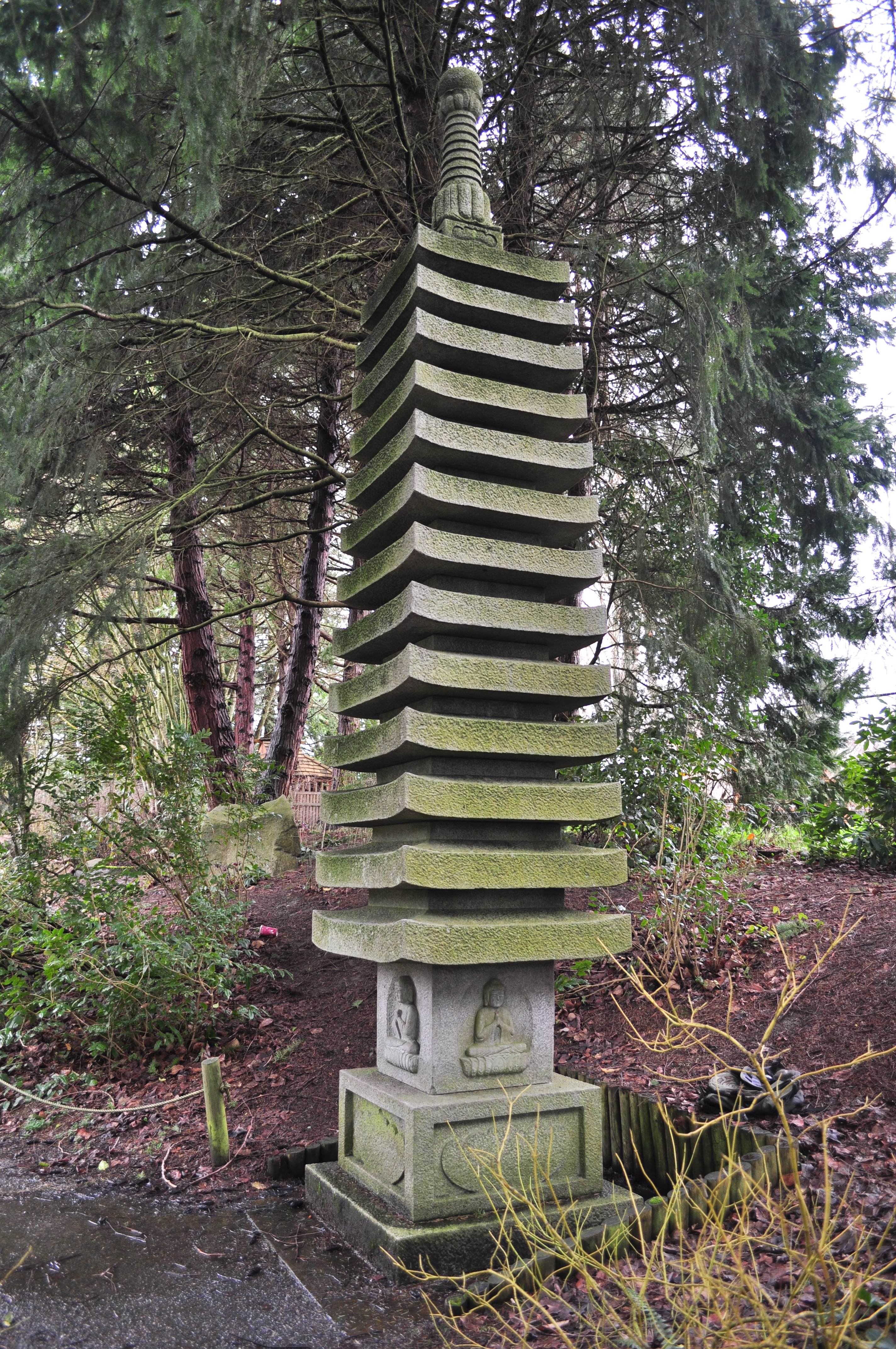
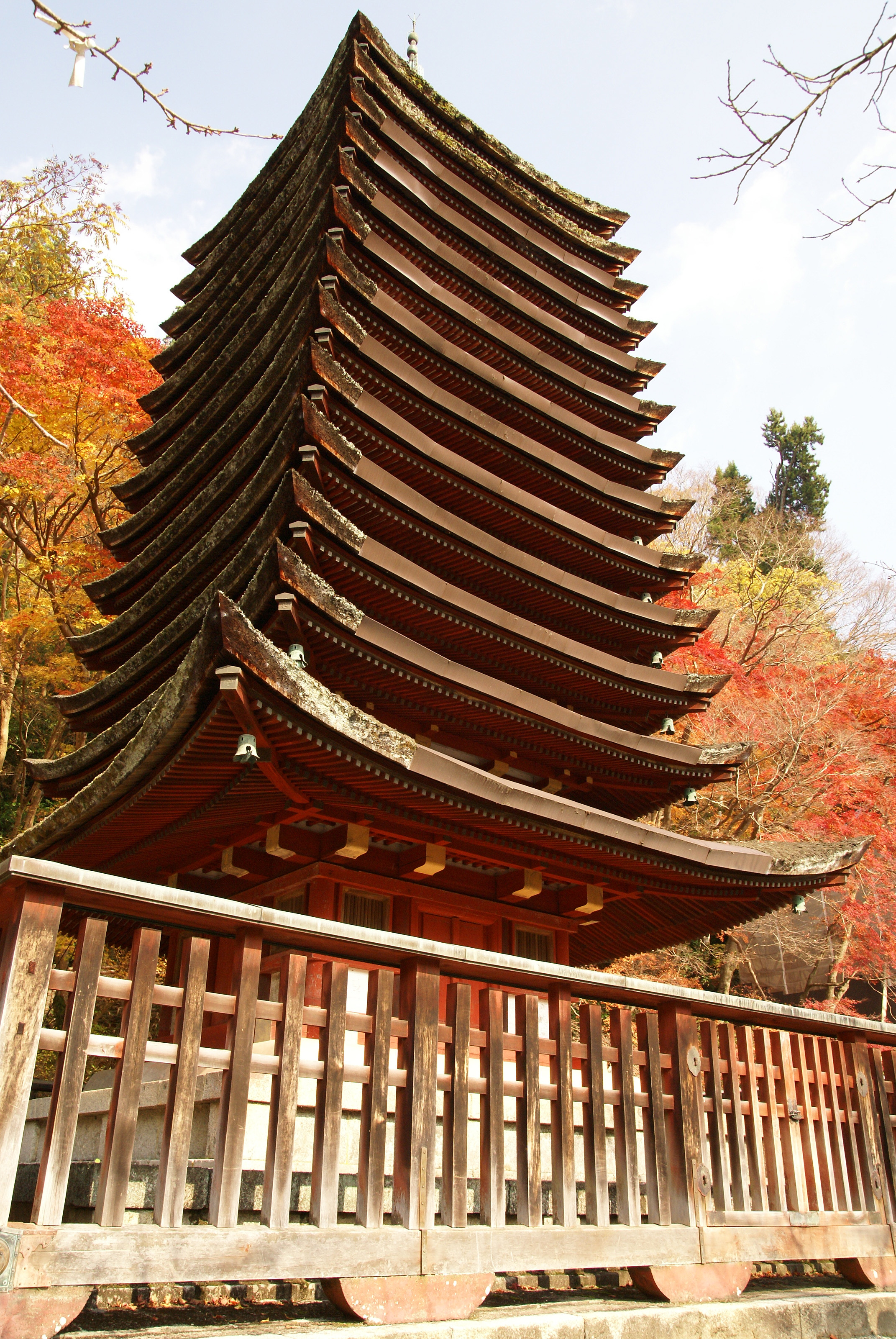
Tanzan jinja